# Thymbris pulcherrima
Thymbris pulcherrima är en insektsart som beskrevs av Evans 1969. Thymbris pulcherrima ingår i släktet Thymbris och familjen dvärgstritar. Inga underarter finns listade i Catalogue of Life.